# Муллаши
Муллаши — село в Тюменском районе Тюменской области России. Входит в состав Муллашинского муниципального образования. Сибирско-татарское название села - Пышны. 

## География
Муллаши находятся на юго-западе Тюменской области, в пределах юго-западной части Западно-Сибирской низменности, при впадении реки Дуван в Пышму.

### Климат
Климат резко континентальный, с холодной продолжительной зимой и тёплым относительно коротким летом. Среднегодовая температура — 0,7 °C. Средняя температура воздуха самого холодного месяца (января) — −17,2 °C (абсолютный минимум — −46 °C); самого тёплого месяца (июля) — 17,8 °C (абсолютный максимум — 39 °С). Безморозный период длится 121 день. Среднегодовое количество атмосферных осадков составляет 470 мм, из которых 365 мм выпадает в тёплый период. Продолжительность залегания снежного покрова составляет в среднем 151 день.

### Часовой пояс
Село Муллаши, как и вся Тюменская область, находится в часовой зоне МСК+2. Смещение применяемого времени относительно UTC составляет +5:00.

### Герой Войны
Якин, Хабибулла Хайруллович родился 25 сентября 1923 года в деревне Муллаши Тюменской губернии. Умер 7 июня 2009 года. Похоронен на родине — в деревне Муллаши Тюменского района Тюменской области. Был последним полным кавалером ордена Славы, жившим в Тюменской области.

## Население
| 2010 | 2012 | 2013 | 2014  | 2015 | 2016 | 2017 |
| ---- | ---- | ---- | ----- | ---- | ---- | ---- |
| 856  | ↗882 | ↘871 | ↗890  | ↗939 | →939 | ↗946 |
| 2018 | 2019 | 2020 | 2021  |      |      |      |
| ↗951 | ↗956 | ↘940 | ↗1003 |      |      |      |